# O dia em que toda a realeza desembarcou na Avenida para coroar o Rei Luiz do Sertão

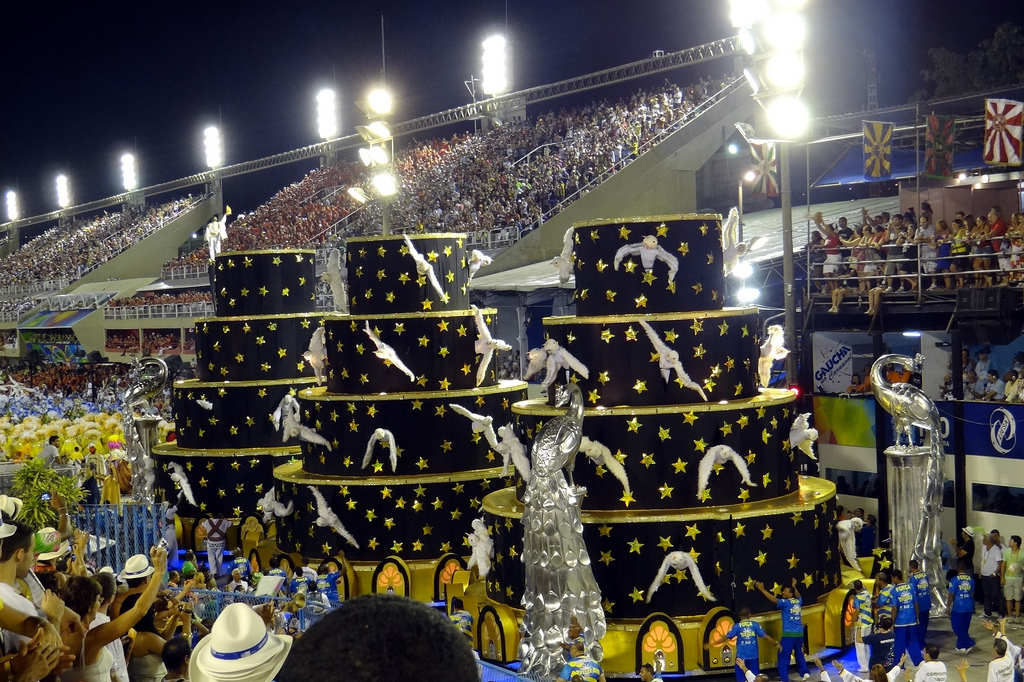
Carro alegórico da Unidos da Tijuca em 2012

O dia em que toda a realeza desembarcou na Avenida para coroar o Rei Luiz do Sertão foi o enredo apresentado pela Unidos da Tijuca no desfile das escolas de samba do Rio de Janeiro de 2012, homenageando Luiz Gonzaga. Com a apresentação, a escola conquistou o seu terceiro título de campeã do carnaval carioca.

## Desfile

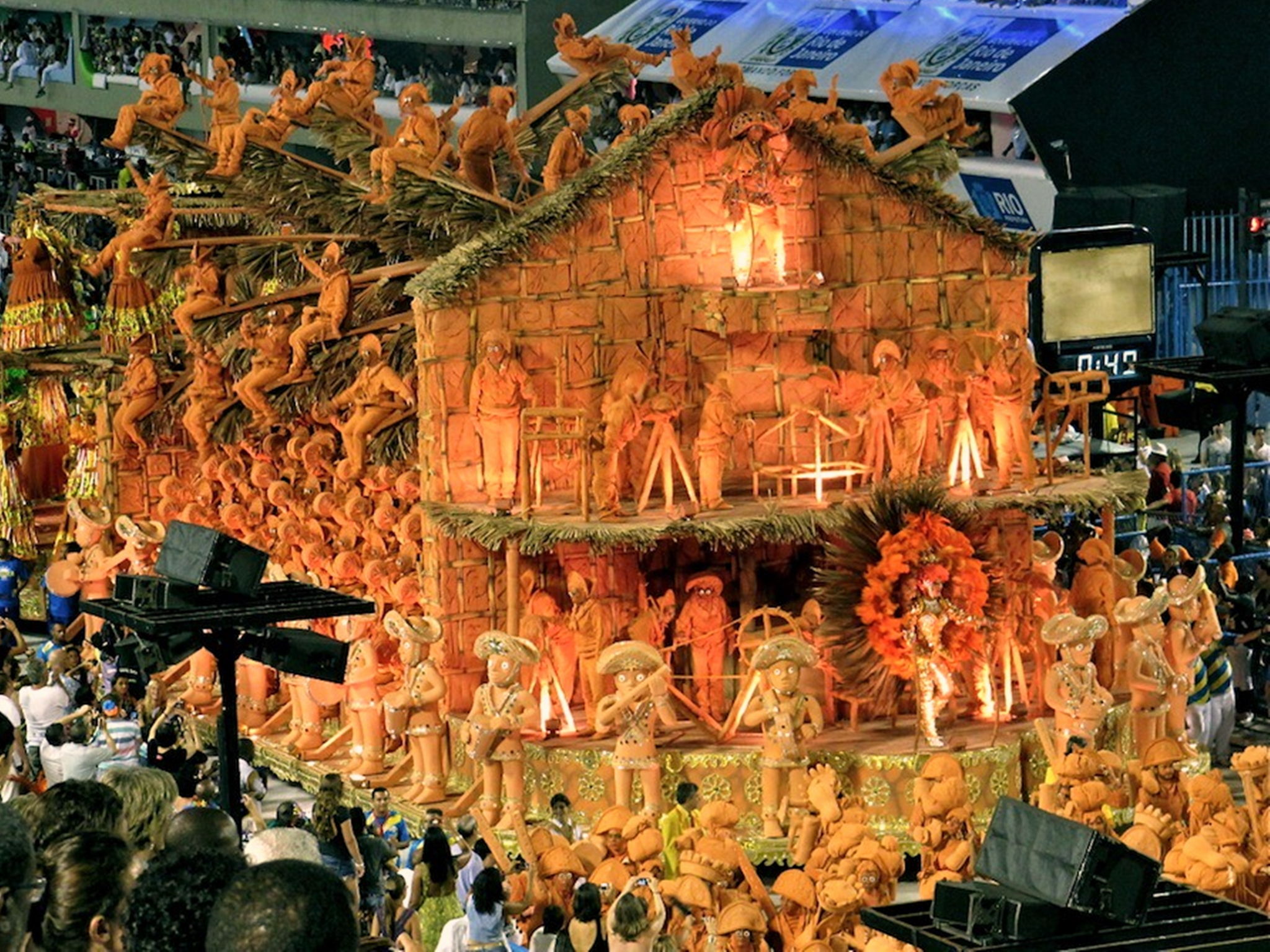
Alegoria do desfile que lembrou a arte de Mestre Vitalino

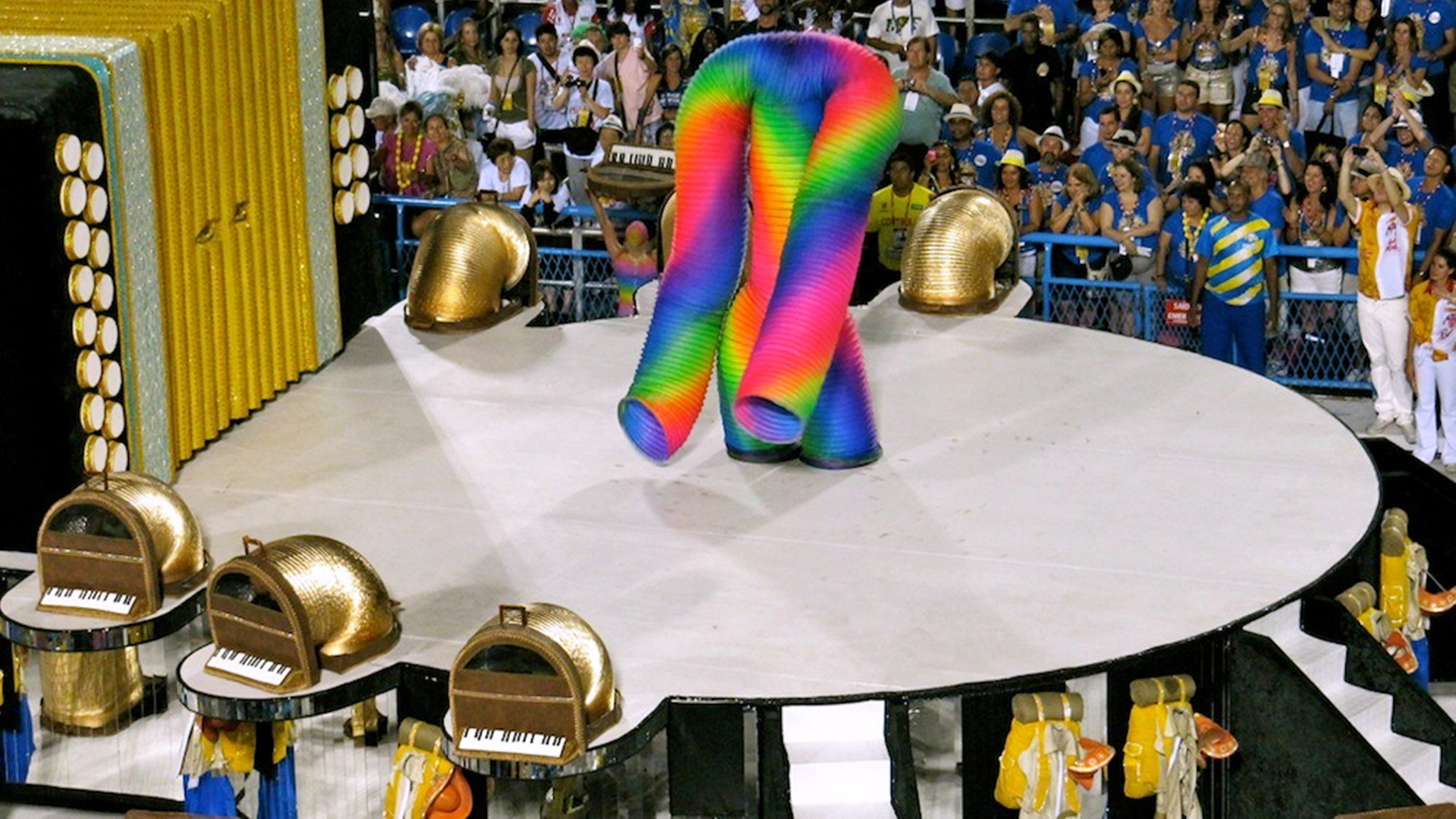
Comissão de frente, referência a música "Alma do Sertão" de Luiz Gonzaga

A Tijuca foi a quinta escola a desfilar no dia 20 de fevereiro. O Carro Abre-Alas mostrava diversos reis, de D. João VI a Elvis Presley, desembarcando no Brasil para homenagear o Rei do Baião, como era chamado Luiz Gonzaga.
Diversas alas mostraram elementos da cultura nordestina, incluindo cangaceiros e boiadeiros. Num carro alegórico que lembrava a arte de Mestre Vitalino, destaques vieram fantasiados como bonecos de barro. O último carro, em formato de bolo, trazia o destaque Nino caracterizado como Gonzagão, com sua sanfona, enqaunto integrantes fantasiados de asa branca imitavam um movimento de voo.
Gracyanne Barbosa foi a rainha da bateria. Participaram do desfile Rosinha, única filha de Gonzagão, e Daniel Gonzaga, neto do compositor.

## Ficha técnica
- Enredo: Paulo Barros
- Carnavalesco: Paulo Barros
- Presidente: José Fernando Horta de Sousa Vieira
- Direção de harmonia: Fernando Costa
- Direção de carnaval: Ricardo Fernandes
- Componentes: 3.600
- Alas: 33
- Direção de bateria: Casagrande
- Ritmistas: 265
- 1º casal de mestre-sala e porta-bandeira: Giovanna e Marquinhos
- Comissão de frente: Priscila Mota e Rodrigo Neri[5]

## Samba-enredo
O samba foi composto por Vadinho, Josemar Manfredini, Jorge Calado, Silas Augusto e Cesinha. O intérprete foi Bruno Ribas, neto de Manacéa. Na execução, a bateria usou elementos de forró misturados com o samba.

## Resultado
Na apuração, a Tijuca ficou em primeiro lugar, somando 299,9 pontos, contra 299,7 da vice-campeã Salgueiro. Foi o segundo dos três títulos da escola em cinco anos (o primeiro havia sido em 2010, com É Segredo!, e o terceiro seria em 2014, com Acelera, Tijuca!) com o carnavalesco Paulo Barros.

## Premiações
Pelo seu desfile, a Unidos da Tijuca recebeu os seguintes prêmios:
| - Estandarte de Ouro 1. Melhor ala (Comunidade - "Bonecos de Barro") - Estrela do Carnaval 1. Melhor conjunto de fantasias 2. Melhor passista masculino (Ângelo Campos) - Gato de Prata 1. Melhor comissão de frente 2. Originalidade (Ala "Bonecos de Barro") - Prêmio SRzd 1. Melhor comissão de frente 2. Melhor carnavalesco (Paulo Barros) | - Plumas & Paetês Cultural 1. Melhor coreógrafo (Priscila Motta e Rodrigo Negri) 2. Melhor diretor de carnaval (Ricardo Fernandes) 3. Melhor diretor de harmonia (Fernando Costa) 4. Melhor carpinteiro (Futica) - Tamborim de Ouro 1. Beleza de Mensagem (Melhor enredo) - Troféu Sambario 1. Melhor ala (Comunidade - "Bonecos de Barro") - Troféu Tupi Carnaval Total 1. Melhor escola |